# Koumertaou
Koumertaou (en russe : Kумертау) est une ville de la république de Bachkirie, en Russie. Sa population s'élevait à 59 762 habitants en 2019.

## Géographie
Koumertaou est située sur la rivière Karagaïka, dans le bassin de la Kama, à 222 km au sud d'Oufa et à 1 224 km à l'est-sud-est de Moscou.

## Histoire
Koumertaou a été créée en 1947 ou 1948, en vue de la mise en exploitation d'un gisement de lignite. Elle reçut le statut de commune urbaine en 1949 et celui de ville en 1953.

## Population

### Démographie
Recensements (*) ou estimations de la population
| 1959*  | 1970*  | 1979*  | 1989*  | 2002*  | 2006   | 2010*  | 2012   |
| ------ | ------ | ------ | ------ | ------ | ------ | ------ | ------ |
| 30 937 | 44 403 | 51 889 | 64 260 | 65 003 | 63 302 | 62 851 | 62 350 |

| 2013   | 2014   | 2015   | 2016   | 2017   | 2018   | 2019   | 2020 |
| ------ | ------ | ------ | ------ | ------ | ------ | ------ | ---- |
| 62 284 | 61 943 | 61 810 | 61 312 | 60 807 | 60 164 | 59 762 | -    |

### Nationalités
Selon les résultats du recensement de 2010, la population de Koumertaou se composait de 61 pour cent de Russes, 18 pour cent de Tatars, 13 pour cent de Tchouvaches, 3,7 pour cent d'Ukrainiens, etc.

## Économie
Les principales entreprises de Koumertaou sont :
- OAO Bachkirougol (ОАО "Башкируголь") : houille.
- OAO Iskra (ОАО "Искра") : machines pour l'industrie agroalimentaire.
- Kumertau Aviation Production Enterprise : fabrication d'hélicoptères ( Hélicoptères de Russie, Kamov)[3].